# 셰필드 웬즈데이 FC
셰필드 웬즈데이 축구 클럽은 잉글랜드 사우스요크셔주의 셰필드에 있는 프로 축구 클럽이다. 현재는 잉글랜드 3부리그 풋볼 리그 1에서 시즌을 보내고 있고 이들의 주요 라이벌 팀은 셰필드 유나이티드 FC로 두 팀은 거의 100여년 간 "강철도시 더비"라고 불리는 라이벌전을 계속해 왔다.
셰필드 웬즈데이는 처음에는 더 웬즈데이(The Wednesday)라는 이름으로 경기를 했었고 그러다가 1929년에 현재의 명칭을 채택하여 지금까지 이어져 오고 있다.
셰필드 웬즈데이는 4번의 리그 우승 기록이 있으며 3번의 FA컵 우승, 1번의 리그컵 우승 기록이 있다. 이 중 1991년의 리그컵 우승이 2차대전 이후의 주요대회 우승 기록이다.

## 선수 명단

### 현역
2025년 7월 18일 기준

참고: FIFA 자격 규정에 따라 소속된 국가대표팀 국기를 표시합니다. 선수는 복수의 FIFA 비회원국 국적을 가지고 있을 수 있습니다.
| 번호 | 포지션 | 국적     | 이름        |
| ---- | ------ | -------- | ----------- |
| 3    | DF     | 잉글랜드 | 맥스 로우   |
| 12   | FW     |          | 이케 우그보 |

| 번호 | 포지션 | 국적       | 이름        |
| ---- | ------ | ---------- | ----------- |
| 47   | GK     | 북아일랜드 | 피어스 찰스 |

## 역대 감독
| 감독              | 임기      |
| ----------------- | --------- |
| 빅 버킹엄         | 1961~1964 |
| 잭 찰턴           | 1977~1983 |
| 론 앳킨스         | 1989~1991 |
| 트레버 프랜시스   | 1991~1995 |
| 롯 앳킨스         | 1997~1998 |
| 폴 주얼           | 2000~2001 |
| 카를루스 카를발랼 | 2015~2017 |
| 요스 뤼휘카이     | 2018      |
| 스티브 브루스     | 2019      |
| 게리 몽크         | 2019~2020 |
| 토니 퓰리스       | 2020      |
| 대런 무어         | 2021~2023 |
| 시스코 무뇨스     | 2023      |
| 대니 뢸           | 2023 ~    |

## 역대 성적
- 프리미어리그 (1부리그)

우승 (4) : 1902-03, 1903-04, 1928-29, 1929-30
준우승 (1) : 1960-61
- 풋볼 리그 챔피언십 (2부리그)

우승 (5) : 1899-00, 1925-26, 1951-52, 1955-56, 1958-59
준우승 (2) : 1949-50, 1983-84
- 풋볼 리그 1 (3부리그)

플레이오프 우승 (1) : 2004-05
- 풋볼 얼라이언스 (1889~1892까지 존재했던 리그, 1892년에 풋볼 리그와 통합)

우승 (1) : 1889-90
- FA컵

우승 (3) : 1895-96, 1906-07, 1934-35
준우승 (3) : 1889-90, 1965-66, 1992-93
- FA 커뮤니티 실드

우승 (1) : 1935
준우승 (1) : 1930
- 풋볼 리그 컵

우승 (1) : 1990-91
준우승 (1) : 1992-93

## 유럽 대회 성적
전적 : 9승 2무 7패 44득 30실
| 홈팀                   | 점수  | 원정팀                 | 대회                                |
| ---------------------- | ----- | ---------------------- | ----------------------------------- |
| 올랭피크 리옹          | 4 - 2 | 셰필드 웬즈데이        | 1961-62 인터시티스 페어스컵 1라운드 |
| 셰필드 웬즈데이        | 5 - 2 | 올림피크 리옹          | 1961-62 인터시티스 페어스컵 1라운드 |
| 셰필드 웬즈데이        | 4 - 0 | AS 로마                | 1961-62 인터시티스 페어스컵 2라운드 |
| AS 로마                | 1 - 0 | 셰필드 웬즈데이        | 1961-62 인터시티스 페어스컵 2라운드 |
| 셰필드 웬즈데이        | 3 - 2 | FC 바르셀로나          | 1961-62 인터시티스 페어스컵 8강     |
| FC 바르셀로나          | 2 - 0 | 셰필드 웬즈데이        | 1961-62 인터시티스 페어스컵 8강     |
| DOS 위트레흐트         | 1 - 4 | 셰필드 웬즈데이        | 1963-64 인터시티스 페어스컵 1라운드 |
| 셰필드 웬즈데이        | 4 - 1 | DOS 위트레흐트         | 1963-64 인터시티스 페어스컵 1라운드 |
| 1. FC 쾰른             | 3 - 2 | 셰필드 웬즈데이        | 1963-64 인터시티스 페어스컵 2라운드 |
| 셰필드 웬즈데이        | 1 - 2 | 1. FC 쾰른             | 1963-64 인터시티스 페어스컵 2라운드 |
| 셰필드 웬즈데이        | 8 - 1 | 스포라 룩셈부르크      | 1992-93 UEFA컵 1라운드              |
| 스포라 룩셈부르크      | 1 - 2 | 셰필드 웬즈데이        | 1992-93 UEFA컵 1라운드              |
| 1. FC 카이저슬라우테른 | 3 - 1 | 셰필드 웬즈데이        | 1992-93 UEFA컵 2라운드              |
| 셰필드 웬즈데이        | 2 - 2 | 1. FC 카이저슬라우테른 | 1992-93 UEFA컵 2라운드              |
| FC 바젤                | 1 - 0 | 셰필드 웬즈데이        | 1995 UEFA 인터토토컵 조별리그       |
| 셰필드 웬즈데이        | 3 - 2 | 구르니크 자브제        | 1995 UEFA 인터토토컵 조별리그       |
| 카를스루에 SC          | 1 - 1 | 셰필드 웬즈데이        | 1995 UEFA 인터토토컵 조별리그       |
| 셰필드 웬즈데이        | 3 - 1 | 오르후스 GF            | 1995 UEFA 인터토토컵 조별리그       |